# Nagada II

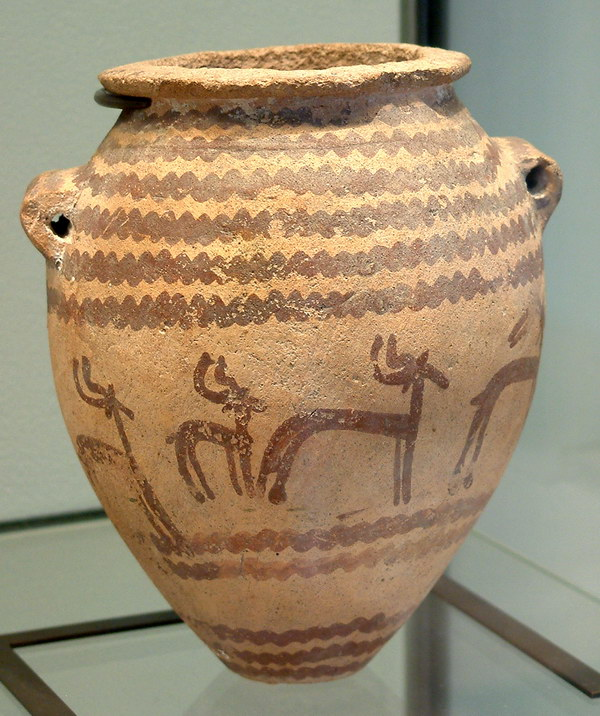
dekorowana waza: przemarsz gazel, okres Nagada II, Paryż – Luwr, nr kat. E 28023

Nagada II – zwana również kulturą gerzeńską (zwana tak od cmentarza niedaleko Gerzeh) – kultura archeologiczna, rozwijająca się na terenach starożytnego Egiptu przez w przybliżeniu 300 lat, od ok. 3500 do 3200 r. p.n.e. W okresie tym wyróżniane są podokresy a, b oraz c.
Najważniejsze stanowiska archeologiczne tej kultury to: Abydos, Abusir el-Melek, Gerza, Hierakonpolis, Matmar, Nagada.
W okresie kultury Nagada II stopniowo zanika znana z poprzedniego okresu Nagada I ceramika z czarnym brzegiem. Pojawiają się naczynia wykonane z tłustego syltu nilowego schudzonego sieczką. Ważniejszym jednak okazało się zastosowanie jako materiału do wyrobów ceramicznych wytwarzanych z gliny określanej mianem „marglowej” (jest trudniejsza w obróbce, niemniej wytwarzana z niej ceramika jest dużo lepsza jakościowo i może służyć np. do długotrwałego przechowywania płynów).
W okresie tym powstają też pierwsze miasta.